# Produzione di energia elettrica in Italia

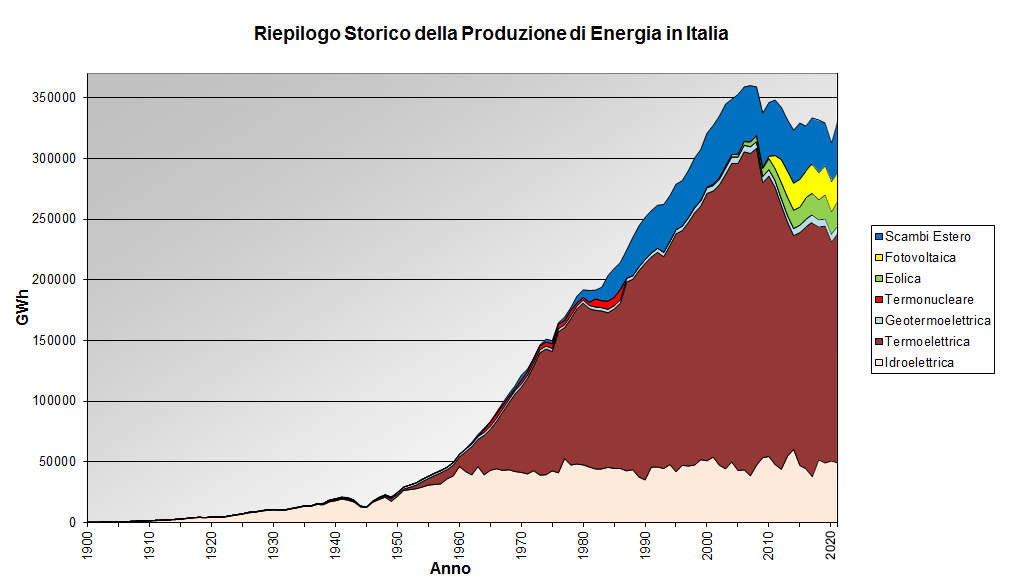
Riepilogo storico della produzione di energia in Italia dal 1900. Elaborazione da dati pubblicati da Terna

La produzione di energia elettrica in Italia avviene a partire dall'utilizzo di fonti energetiche non rinnovabili (i combustibili fossili quali gas naturale, carbone e petrolio in gran parte importati dall'estero) e in misura sempre più rilevante con fonti rinnovabili (come lo sfruttamento dell'energia geotermica, dell'energia idroelettrica, dell'energia eolica, delle biomasse e dell'energia solare); il restante fabbisogno elettrico (il 10,4% dei consumi totali nel 2020) viene soddisfatto con l'acquisto di energia elettrica dall'estero, trasportata nel paese attraverso l'utilizzo di elettrodotti e diffusa tramite la rete di trasmissione e la rete di distribuzione elettrica.
Il fabbisogno di energia elettrica è comunque solo una parte dell'intero fabbisogno energetico nazionale dovendo considerare anche i consumi legati ad esempio all'autotrazione, al trasporto marittimo e aereo, al riscaldamento degli ambienti e a parte della produzione industriale, in larga parte coperti dall'uso diretto dei combustibili fossili, anch'essi in massima parte di provenienza estera.

## Storia

### Gli inizi
I primi impianti di generazione elettrica italiani (sul finire del XIX secolo) furono centrali a carbone situate all'interno delle grandi città. La prima centrale fu costruita appunto a Milano nel 1883, in via Santa Radegonda, adiacente al Teatro alla Scala, per l'alimentazione del teatro stesso. In Sicilia la prima centrale elettrica a carbone venne realizzata a Bagheria dall'industriale Rosolino Gagliardo, la prima centrale idroelettrica invece venne realizzata a Polizzi Generosa da Luigi Rampolla. Insieme fondarono l'Associazione Produttori di Energia Elettrica.
In seguito, lo sviluppo della rete di trasmissione nazionale permise lo sfruttamento del grande bacino idroelettrico costituito dalle Alpi, e grazie all'energia idroelettrica (all'epoca unica fonte nazionale e a buon mercato) fu possibile un primo timido sviluppo industriale italiano. Le caratteristiche della risorsa idroelettrica diedero anche per un certo periodo l'illusione che l'Italia potesse essere indefinitamente autosufficiente dal punto di vista energetico (talvolta anche con eccessi retorici sul cosiddetto "carbone bianco" delle Alpi).
Inoltre, nel 1904, veniva costruita a Larderello la prima centrale geotermoelettrica del mondo. L'area geotermoelettrica di Larderello continua a dare il suo contributo anche oggi, sebbene, a causa della limitatezza della potenza installata, storicamente tale contributo non abbia mai superato l'8% della produzione nazionale.
Entro la fine degli anni Venti si consolidarono alcuni gruppi oligopolistici, le cui capogruppo erano anche considerate capofila dei sei compartimenti: Edisonvolta, SIP, SADE, SME, La Centrale (in quanto controllante la SELT-Valdarno e la Romana).
Dopo la seconda guerra mondiale apparve chiaro che la risorsa idroelettrica non poteva più tenere il passo con le richieste dell'industrializzazione e quindi l'Italia dovette sempre più (anche a causa del basso costo del petrolio in quel periodo) affidarsi a nuove centrali termoelettriche.
Il potenziale idroelettrico fu quasi completamente sfruttato negli anni cinquanta finché, anche a causa di enormi disastri ambientali (come la strage del Vajont,) fu del tutto abbandonata la costruzione di nuove centrali di questo tipo.

### La nazionalizzazione, le crisi petrolifere e il nucleare

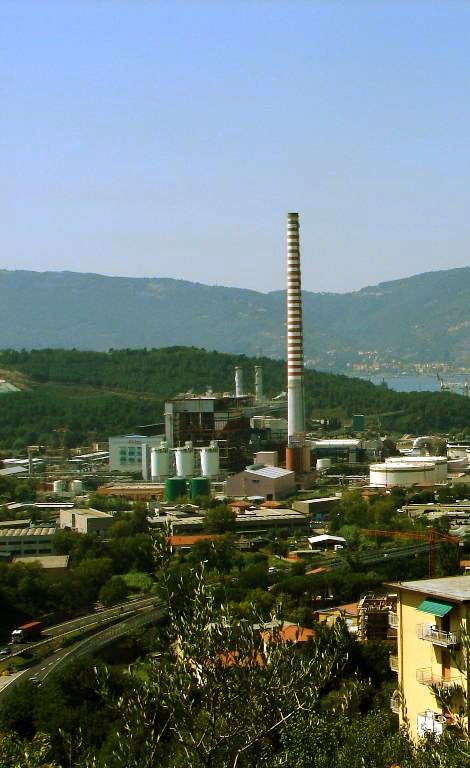
La centrale termoelettrica Eugenio Montale. Alimentata a carbone con una potenza di 1,3 GW è rimasta in servizio dal 1962 al 2021.

Fin dall'inizio della sua storia, la produzione dell'energia elettrica in Italia era sempre stata affidata all'impresa privata (ove si escludano alcuni tentativi parziali di controllo statale nel periodo fascista); il 27 novembre 1962 la Camera approvava il disegno di legge sulla nazionalizzazione del sistema elettrico e l'istituzione dell'Enel (Ente Nazionale per l'Energia Elettrica), cui venivano demandate "tutte le attività di produzione, importazione ed esportazione, trasporto, trasformazione, distribuzione e vendita dell'energia elettrica da qualsiasi fonte prodotta". In base a ciò anche produttori "storici" (come "SIP" - Società Idroelettrica Piemonte, "Edison", "SADE", SELT-Valdarno, SRE, SME) dovevano vendere le loro attività al nuovo soggetto; venivano esclusi dal provvedimento solo gli autoproduttori e le aziende municipalizzate cui rimasero lo stesso quote marginali del mercato. In definitiva, l'ENEL si trovò ad assorbire le attività di oltre 1000 aziende elettriche.
La scelta della nazionalizzazione (all'alba della cosiddetta "stagione del centro-sinistra") sembrava allora essere l'unica possibilità di soddisfare la crescente domanda di energia, in un contesto di sviluppo uniforme e armonico dell'intero Paese.
Il nuovo periodo che si apriva per l'ENEL e per il Paese sarebbe stato caratterizzato da grandi trasformazioni per quanto riguarda sia la rete di trasmissione sia la produzione di energia; basti pensare che negli anni sessanta la produzione di energia elettrica italiana cresceva a un ritmo di circa l'8% annuo, contro lo scarso 2% attuale. Questa crescita avvenne in gran parte grazie allo sviluppo della fonte termoelettrica, facilitato dai bassi prezzi del petrolio tipici di quel decennio.

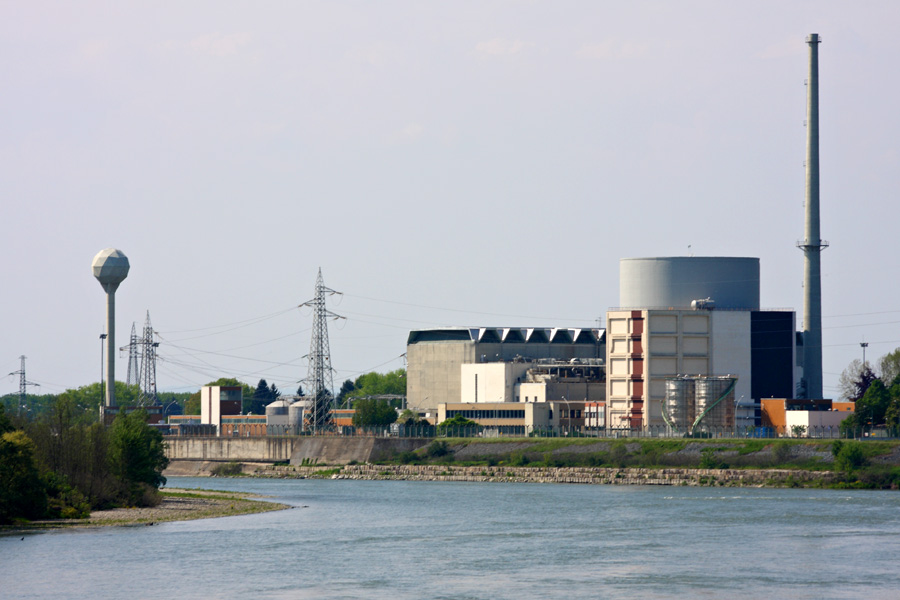
La centrale nucleare Enrico Fermi di Trino (VC)

Tale tendenza venne bruscamente interrotta dalle crisi petrolifere del 1973 e del 1979; negli anni settanta e ottanta, accanto a una temporanea contrazione della produzione causata dalla crisi economica conseguente allo "shock petrolifero", si ebbe un primo tentativo di diversificazione delle fonti di approvvigionamento energetico; in tale ambito si collocano sia una leggera ripresa dell'utilizzo del carbone, sia la crescita dell'acquisto di energia dall'estero.
Ma negli anni settanta la vera e propria "scommessa" fu quella nei confronti dell'energia nucleare: è del 1975 il varo del primo piano energetico nazionale che prevedeva, tra l'altro, un forte sviluppo di tale fonte.
L'Italia aveva cominciato lo sfruttamento della fonte nucleare già dai primi anni sessanta (nel 1966 l'Italia figurò addirittura come il terzo produttore al mondo, dopo USA e Regno Unito) ma fu sul finire degli anni settanta che venne effettuata una decisa svolta in questa direzione: alle vecchie centrali del Garigliano e Trino Vercellese si affiancarono (o si cominciarono a costruire) Caorso, Montalto di Castro e la seconda centrale di Trino (per quest'ultima fu solo individuato e terraformato il sito, poi impiegato per la costruzione di un impianto a ciclo combinato da 700 MW, entrato in funzione nel 1997).
Tale sforzo portò a una prima decarbonizzazione della produzione nazionale di energia elettrica e nel 1986 si arrivò a produrre il 29,1% da fonti alternative al fossile (44,5 TW·h da idroelettrico, 2,8 TW·h da geotermoelettrico, 8,8 TW·h da nucleare su un totale di 192,3 TW·h di produzione nazionale; valori lordi, come nel seguito).
L'Italia inoltre prese parte a un progetto finanziato dalla Comunità Europea nell'ambito di un progetto di ricerca sulla generazione termoelettrica da concentrazione solare (TCS), la centrale solare Eurelios da 1 MW, tecnologia già allora promettente. In quegli anni sembrava possibile ridurre in modo determinante la dipendenza italiana dalle importazioni di combustibili.
Tuttavia, dopo la forte impressione creata nell'opinione pubblica dal disastro di Černobyl' in Unione Sovietica, l'Italia, per effetto del referendum del 1987, abbandonò di fatto lo sviluppo della fonte nucleare. Ciò si tradusse, complici anche il coincidente crollo del costo del petrolio (che sostanzialmente terminò la crisi petrolifera iniziata nel 1973) e i risultati non entusiasmanti di Eurelios, in una ripresa della crescita dell'apporto del termoelettrico fossile, che nel 2007 raggiungerà il suo picco storico, con una generazione di 265,8 TW·h, coprendo l'84,7% della produzione nazionale pari a 313,9 TW·h. Solo nel 2013 l'Italia raggiungerà e supererà il valore di generazione non fossile del 1986, con un 33,4% da fonti rinnovabili (54,7 TW·h da idroelettrico, 5,7 TW·h da geotermoelettrico, 14,9 TW·h da eolico, 21,6 TW·h da fotovoltaico su una produzione nazionale di 289,9 TW·h).

### Gli anni novanta
Lo scenario del mercato dell'energia cambia nuovamente agli inizi degli anni novanta: nel 1992 l'ENEL diventa una società per azioni, anche se con il Ministero del Tesoro come unico azionista; poi, il 19 febbraio 1999 viene approvato il decreto legislativo di liberalizzazione del mercato elettrico, anche detto decreto Bersani, che recepisce una direttiva europea in tal senso. Lo scopo è quello di favorire il contenimento dei prezzi finali dell'energia in un regime di concorrenza, ma in realtà i meccanismi della borsa elettrica per i prezzi all'ingrosso vanno nella direzione diametralmente opposta.
Nuovi soggetti possono tornare a operare nel campo della produzione di energia elettrica; le attività di ENEL che devono essere dismesse sono divise fra tre società (dette "GenCo": Eurogen, Elettrogen e Interpower) che vengono messe sul mercato.
Dal punto di vista dell'approvvigionamento, l'aumento della richiesta di energia in questo decennio, nonché le sempre maggiori incertezze economiche e geopolitiche legate all'utilizzo del petrolio costringono i produttori a intensificare gli sforzi nella ricerca di diversificazione delle fonti. A seguito di valutazioni economiche dettate dal costo delle materie petrolifere, costi sociali nell'uso del carbone (il cui utilizzo pure è in leggera crescita) e dall'abbandono del nucleare, le soluzioni adottate sono essenzialmente due:
- la sostituzione del petrolio con il gas naturale come combustibile delle centrali termoelettriche, considerato un combustibile con oscillazioni di prezzo inferiori, maggiore disponibilità e provenienza da aree politicamente meno instabili;
- viene ulteriormente perseguita la politica di importazione di energia dall'estero, in particolare dalla Francia e dalla Svizzera, nazioni che durante la notte (periodi off-peak) hanno forti eccedenze di produzione che svendono a basso prezzo.

Ciò nonostante, come già spiegato sopra, la potenza installata (cioè la capacità produttiva), sia comunque sufficiente a coprire la richiesta di energia elettrica nazionale.
Con la delibera n. 6 del 1992 (CIP6) il Comitato interministeriale dei prezzi stabilisce una maggiorazione del 6% del prezzo finale dell'energia elettrica a carico del consumatore; i cui ricavi vengono utilizzati in parte per promuovere la ricerca e gli investimenti nel campo delle energie rinnovabili e assimilate; l'attenzione maggiore va tuttavia all'incenerimento di rifiuti, quel periodo assimilato alle fonti rinnovabili.
Nonostante tale politica, per tutti gli anni novanta (e per i primi anni del decennio successivo) tali fonti, benché incentivate e con una progressiva riduzione dei costi (in particolare per l'energia eolica), continuano a fornire quote marginali della produzione elettrica italiana, pur se con ratei di crescita molto sostenuti.

### Il presente, considerazioni per il futuro
I primi due decenni del nuovo secolo sono stati caratterizzati da una crescita molto sostenuta della produzione elettrica da fonte eolica, solare e da biomassa, finalmente uscite dal campo della "marginalità". Tuttavia, ridurre drasticamente la dipendenza dalle fonti fossili pare a oggi estremamente difficile, in quanto in tutto il mondo industrializzato esse sono ancora alla base della disponibilità di energia, anche nei paesi dotati di un vasto parco nucleare (la Francia ad esempio consuma complessivamente più petrolio dell'Italia). Va infatti ricordato che la produzione elettrica costituisce solo una frazione dei consumi totali di fonti fossili di un Paese, diffusamente e direttamente utilizzati anche nell'autotrazione, nel riscaldamento, nell'industria petrolchimica e nella propulsione navale e aeronautica.
Le fonti energetiche rinnovabili di tipo "classico" (energia idroelettrica e energia geotermica) sono state già quasi completamente sfruttate dove ritenuto conveniente e quindi sensibili miglioramenti in questo campo non sono immaginabili.
Le fonti energetiche rinnovabili "nuove" (in particolare eolico e solare), come detto hanno avuto negli ultimi anni una crescita molto sostenuta; permangono tuttavia alcune perplessità riguardo a problematiche quali "l'aleatorietà" (o "non programmabilità") dell'approvvigionamento elettrico realizzato, che richiedono investimenti riguardo agli adeguamenti della rete elettrica e all'immagazzinamento dell'energia. Altre fonti rinnovabili molto interessanti, come il solare termodinamico (con una produzione più costante del fotovoltaico), lo sfruttamento delle onde marine o l'eolico d'alta quota, al momento in Italia non hanno raggiunto adeguata diffusione oppure sono ancora allo stato di prototipi.
La combustione di biomassa è un altro settore in cui si notano buoni progressi, tuttavia diversi studi ipotizzano che tale fonte, qualora venisse sfruttata su larga scala con vasta diffusione di colture energetiche, comunque non potrebbe essere considerata come pienamente sostitutiva dei combustibili fossili, a causa dei rendimenti globali relativamente bassi e delle grandi superfici coltivabili richieste, non proponibili data la particolare conformazione del territorio italiano.
Anche la termovalorizzazione dei rifiuti, sebbene (come per le biomasse) non dia problemi di "non programmabilità" o di costi, non si prevede comunque che possa fornire in futuro contributi, se non poco più che marginali.
Nel 2008 il governo Berlusconi ha manifestato l'intento di ritornare alla produzione di energia da fonte nucleare con la definizione della "Strategia energetica nazionale", ipotizzando la costruzione di dieci nuovi reattori, al fine di coprire fino al 25% del fabbisogno nazionale. Tuttavia nel 2011, a seguito dell'impressione provocata dall'incidente di Fukushima Daiichi, il Consiglio dei ministri, con un decreto legge ha sospeso gli effetti del D.Lgs. n. 31/2010 sulla localizzazione dei siti nucleari, stabilendo inoltre una moratoria di 12 mesi del programma nucleare italiano. Solo pochi mesi dopo infine un referendum, con il 54% di votanti e una maggioranza di oltre il 94% (quindi una maggioranza assoluta del 50,76%, se anche tutti i non votanti si fossero recati alle urne e avessero votato in blocco contro l'abrogazione), ha abrogato le norme inerenti al nucleare del cosiddetto decreto Omnibus, determinando quindi anzitempo la chiusura definitiva del nuovo programma nucleare.
Non è d'altra parte ipotizzabile una grande diffusione delle centrali a carbone (politica che si scontrerebbe con gli obiettivi posti all'Italia dal protocollo di Kyōto); è quindi da ritenere che, per l'immediato futuro, si proseguirà nella politica di acquisto di energia elettrica dall'estero, associata ai conseguenti adeguamenti delle rete elettrica nazionale anche al fine di mitigare le problematiche poste dall'aleatorietà delle "nuove" fonti rinnovabili. In tale ambito è previsto il potenziamento dei collegamenti esistenti con l'estero (in particolare con la Francia e la Slovenia), ma soprattutto la costruzione di nuovi collegamenti sottomarini, in particolare con l'area balcanica allo scopo di diversificare l'approvvigionamento e nordafricana, al fine di differenziare i mercati d'acquisto dell'energia e ridurre i costi.
In aggiunta a ciò si prevedono investimenti nella costruzione di nuovi metanodotti (come ad esempio il Galsi tra Algeria e Sardegna) o potenziamento di quelli già esistenti, nonché progettazione o costruzione di rigassificatori al fine di differenziare ulteriormente le fonti di approvvigionamento di tale combustibile.
Ulteriori benefici potrebbero giungere da eventuali politiche mirate all'incentivazione dell'efficienza energetica e del risparmio energetico. In particolare sussistono ancora margini di miglioramento riguardo l'efficienza delle centrali termoelettriche, con politiche di dismissione o ristrutturazione delle centrali con i rendimenti più bassi e maggiore diffusione delle centrali a ciclo combinato o con teleriscaldamento.
Il decreto 199 dell'8 novembre 2021 introduceva le comunità energetiche rinnovabili che, oltre al prezzo di vendita dell'energia al GSE, hanno diritto a un incentivo statale per ogni chilowattora prodotto.

## Consumi, potenza e potenza installata

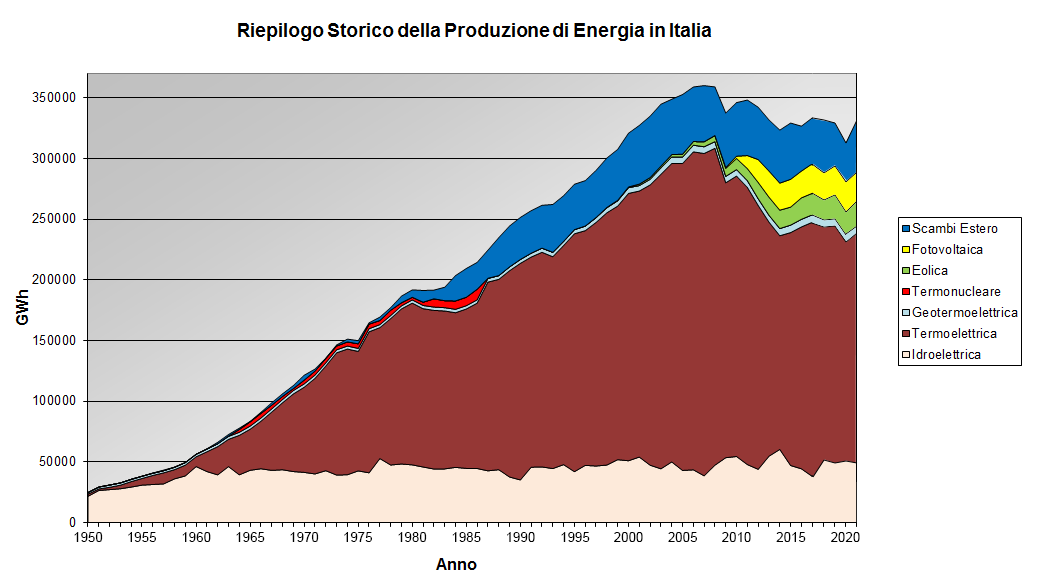
Riepilogo storico della produzione di energia in Italia dal 1950. Elaborazione da dati pubblicati da Terna

Secondo le statistiche di Terna, società che dal 2005 gestisce la rete di trasmissione nazionale, l'Italia, come sistema fisico nazionale comprendente le proprie centrali di produzione e le proprie stazioni di trasformazione, nel 2020 ha avuto consumi per circa 312731 GWh di energia elettrica. Tale dato è il cosiddetto "consumo o fabbisogno nazionale lordo" e indica l'energia elettrica di cui ha bisogno il Paese per far funzionare qualsiasi impianto o mezzo che necessiti di energia elettrica. Tale dato è ricavato come somma dei valori indicati ai morsetti dei generatori elettrici di ogni singolo impianto di produzione più il saldo degli scambi con l'estero. Tale misura è effettuata prima di una eventuale detrazione di energia per alimentare le centrali di pompaggio e non considerando gli autoconsumi delle centrali (ovvero l'energia che la centrale usa per il suo funzionamento). Il dato di consumo nazionale lordo contiene una percentuale pari all'10,4% di energia importata dall'estero (ovvero, al netto delle esigue esportazioni, circa 32200 GWh annui nel 2020), che incide per l'10,4% sul valore dell'energia elettrica richiesta.

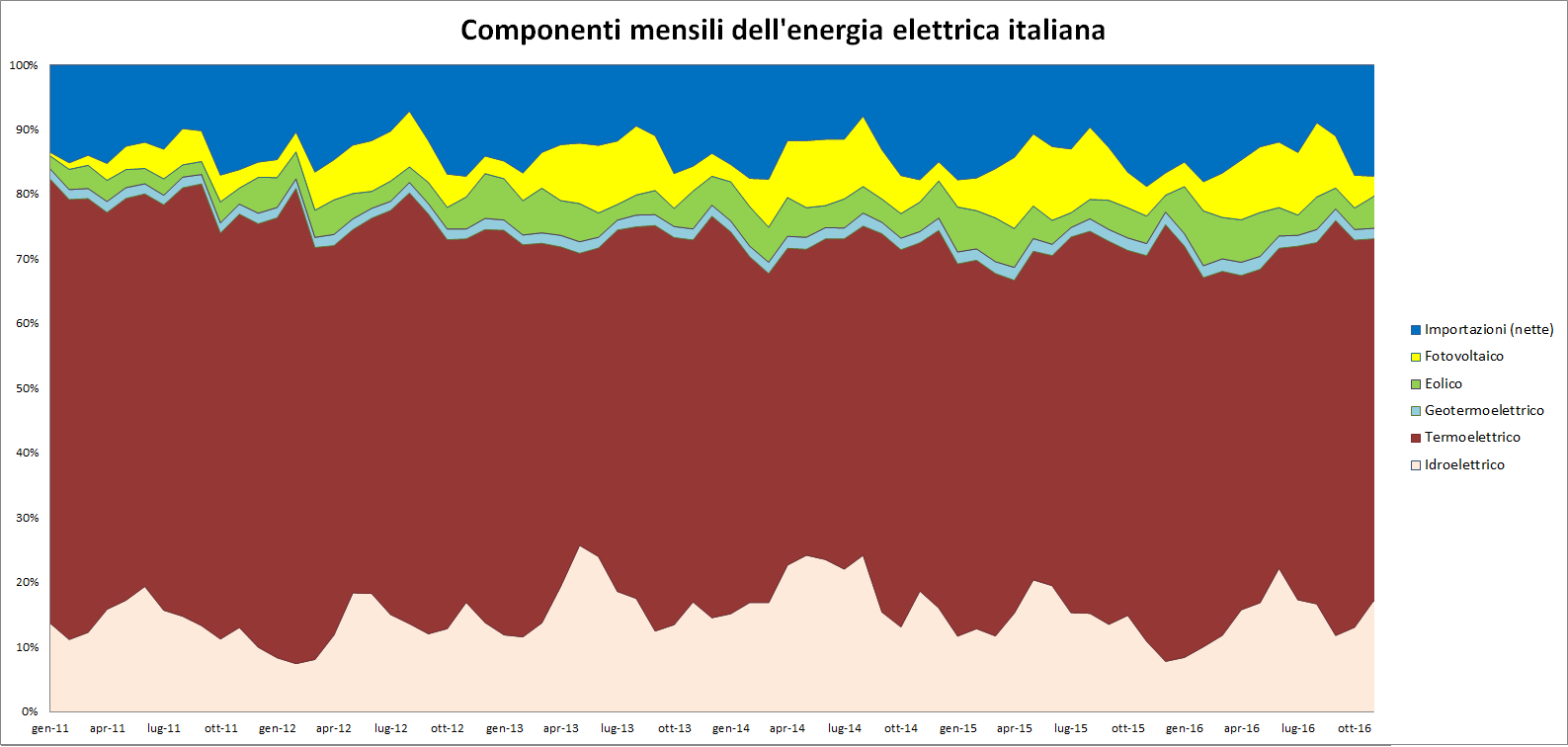
Componenti mensili dell'energia elettrica italiana dal 2011. Elaborazione da dati pubblicati da Terna

Se si escludono tali "consumi imposti" (servizi ausiliari, perdite nei trasformatori di centrale e l'energia elettrica per immagazzinare energia durante la notte attraverso le centrali di pompaggio idriche), si ha un "consumo nazionale netto" o "richiesta nazionale di energia elettrica", che nel 2020 è stato di 301180 GWh, in calo del 5,8% rispetto all'anno precedente, inquadrato in un incremento medio degli ultimi venti anni pari allo 0,87% (è da notare tuttavia che tale calo è dovuto principalmente alla riduzione dei consumi industriali a causa della Pandemia di COVID-19). Tale valore comprende anche le perdite di rete, calcolate intorno ai 17366 GWh (5,8%) circa. La parte rimanente (283815 GWh) rappresenta il consumo di energia degli utenti finali.
Per quanto riguarda invece la potenza richiesta, l'Italia ha bisogno mediamente di circa 38,1 GW di potenza elettrica lorda istantanea (36,6 GW di potenza elettrica netta istantanea). Tali valori oscillano tra la notte e il giorno mediamente da 25 a 55 GW, con punte minime e massime rispettivamente di 19,1 e 56,6 GW. Tale valore risulta comunque inferiore al picco massimo della potenza richiesta, avutosi nel 2015 con la punta di 60,491 GW.

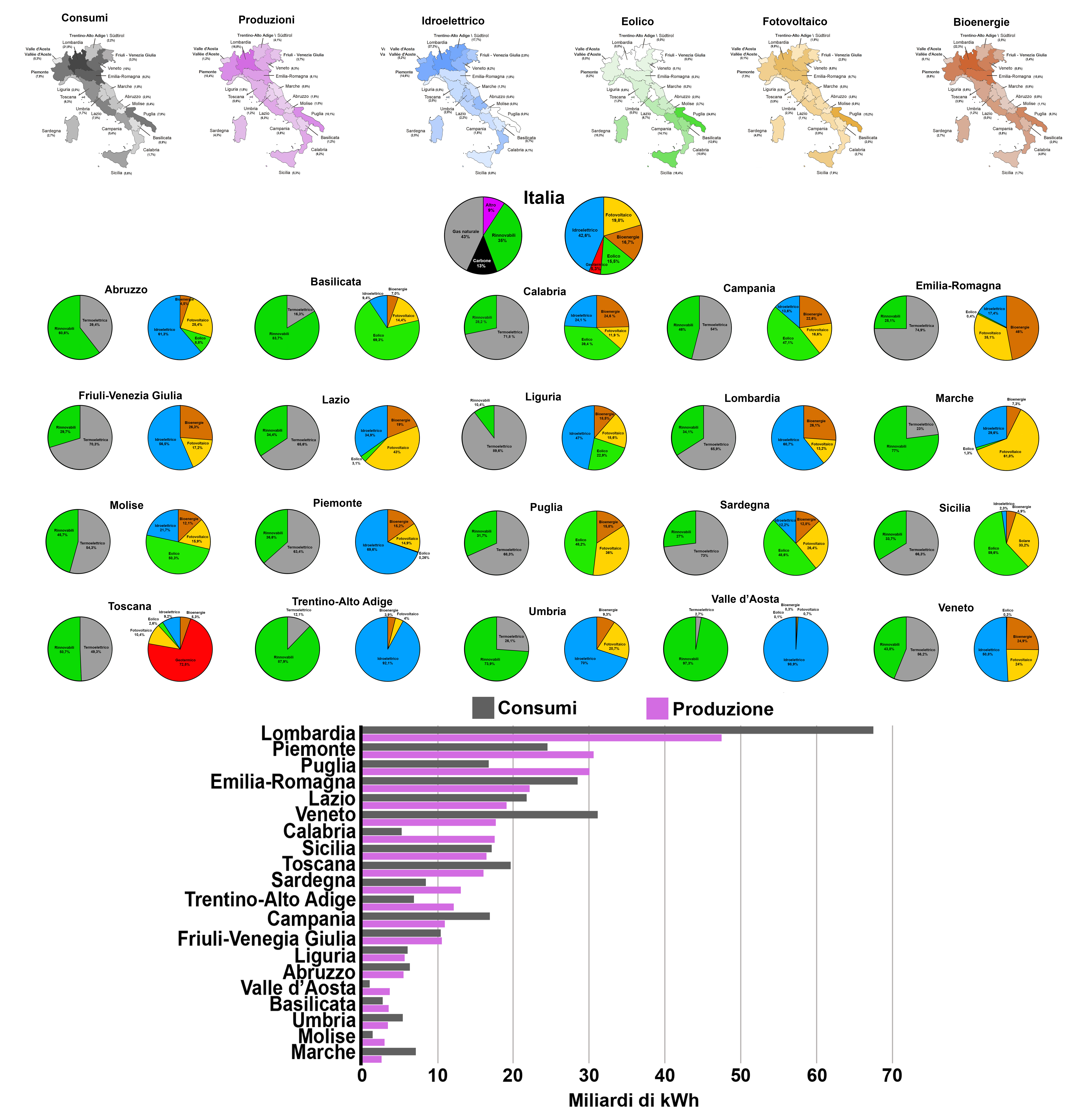
Consumi e produzione di elettricità in Italia nel 2018

Il fabbisogno nazionale lordo di energia elettrica è stato coperto nel 2020 per il 52% attraverso centrali termoelettriche, che bruciano principalmente combustibili fossili,non rinnovabili, in gran parte importati dall'estero. Un altro 37,6% viene ottenuto da fonti rinnovabili (idroelettrica, geotermica, eolica e fotovoltaica, di tale percentuale una piccola parte - 5,8% - fa riferimento a biomassa, rifiuti industriali o civili) per un totale di energia elettrica di produzione nazionale lorda di circa 280531 GWh annui (2020). La rimanente parte per coprire il fabbisogno nazionale lordo (333591 GWh) è importata dall'estero nella percentuale già citata dell'11,4%.
Per quanto riguarda la potenza installata (ovvero la potenza massima erogabile dalle centrali), l'Italia è tecnicamente autosufficiente; le centrali esistenti a tutto il 2017 sono infatti in grado di erogare una potenza massima netta di circa 116 GW contro una richiesta massima storica di circa 60,5 GW (picco dell'estate 2015) nei periodi più caldi estivi. Secondo i dati del 2010 (in cui la potenza massima netta era pari a 106 GW) la potenza media disponibile alla punta stimata è stata di 69,3 GW. La differenza tra la potenza teorica massima e la stima della potenza media disponibile è in parte dovuta a diversi fattori tecnici e/o stagionali (tra questi vi sono guasti, periodi di manutenzione o ripotenziamenti, così come fattori idrogeologici per l'idroelettrico o stime riguardanti l'aleatorietà della fonte per l'eolico e il fotovoltaico, ma anche il ritardo nell'aggiornamento delle statistiche sulle centrali), mentre in parte è dovuta anche al fatto che alcune centrali (soprattutto termoelettriche) vengono tenute ferme "a lungo termine" in quanto, come detto, non necessarie al soddisfacimento della richiesta. In particolare, secondo la definizione di Terna, la potenza media disponibile alla punta è la potenza che è stata erogata in media dagli impianti di generazione per far fronte alle punte giornaliere del periodo invernale. Nonostante le suddette situazioni contingenti e/o stagionali, vi è comunque una sovrabbondanza di impianti di produzione, cresciuti di oltre il 40% tra il 2000 e il 2017.

## Fonti energetiche

### Energia da fonti non rinnovabili

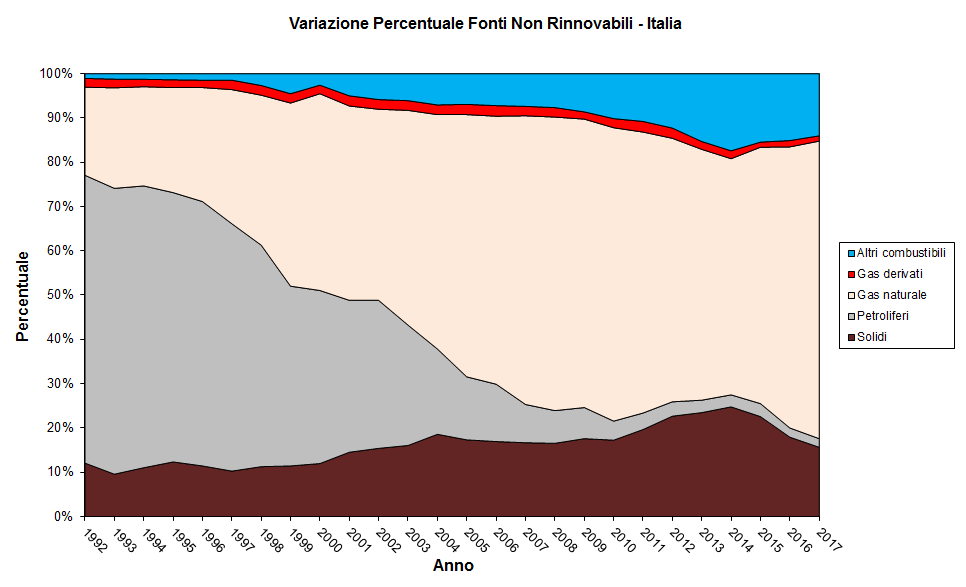
Variazioni percentuali fonti di energia non rinnovabile in Italia. Elaborazione da dati pubblicati da Terna

La produzione non rinnovabile italiana è costituita esclusivamente dalla produzione di energia attraverso la combustione di combustibili fossili in centrali termoelettriche. Tale aliquota costituisce il 64.6% della produzione totale nazionale, il 60.2% dell'energia elettrica richiesta e al 52,0% del fabbisogno nazionale lordo.
Secondo le statistiche di Terna, la maggior parte delle centrali termoelettriche italiane sono alimentate a gas naturale (82,7% del totale termoelettrico nel 2020) e a carbone (8,3%). Percentuali decisamente minori fanno riferimento a derivati petroliferi (2,0%) e a gas derivati (gas di acciaieria, di altoforno, di cokeria, di raffineria - 1,2% in totale). Sono infine comprese in un generico paniere di "altri combustibili" (circa il 7.1%) diverse fonti combustibili "minori", rifiuti, coke di petrolio, Orimulsion, bitume e altri).
È da notare come le percentuali relative ai tre principali combustibili siano cambiate radicalmente negli ultimi venticinque anni (1994-2017); solo nel 1994, gas naturale, carbone e petrolio "pesavano" rispettivamente il 22%, l'11% e il 64%. Si può notare come, accanto a un leggero aumento dell'utilizzo del carbone, ci sia stata una radicale inversione dell'importanza relativa tra petrolio e gas naturale, il cui utilizzo è cresciuto fortemente in termini sia assoluti sia percentuali. Oggi gran parte delle centrali termoelettriche vengono concepite in maniera di poter utilizzare più combustibili, in maniera da poter variare in tempi relativamente rapidi la fonte combustibile (sebbene negli ultimi anni moltissimi cicli combinati non possano accettare carbone o petrolio o altri combustibili diversi dal gas).
Tale politica è conseguita da considerazioni circa il costo, la volatilità dei prezzi e la provenienza da regioni politicamente instabili del petrolio; l'Italia non dispone infatti di consistenti riserve di combustibili fossili e quindi la quasi totalità della materia prima combustibile utilizzata viene importata dall'estero. Non deve inoltre essere trascurato il minor impatto ambientale del gas rispetto al petrolio, soprattutto alla luce dei dettami del protocollo di Kyōto e degli accordi europei in materia ambientale.
Nel 2015 l'Italia figurava come il terzo importatore mondiale di gas naturale dopo Giappone e Germania, proveniente principalmente dalla Russia e dall'Algeria, con quote minori da Azerbaijan, Qatar e Libia, nonché l'ottavo importatore mondiale di petrolio.

### Energia da fonti rinnovabili

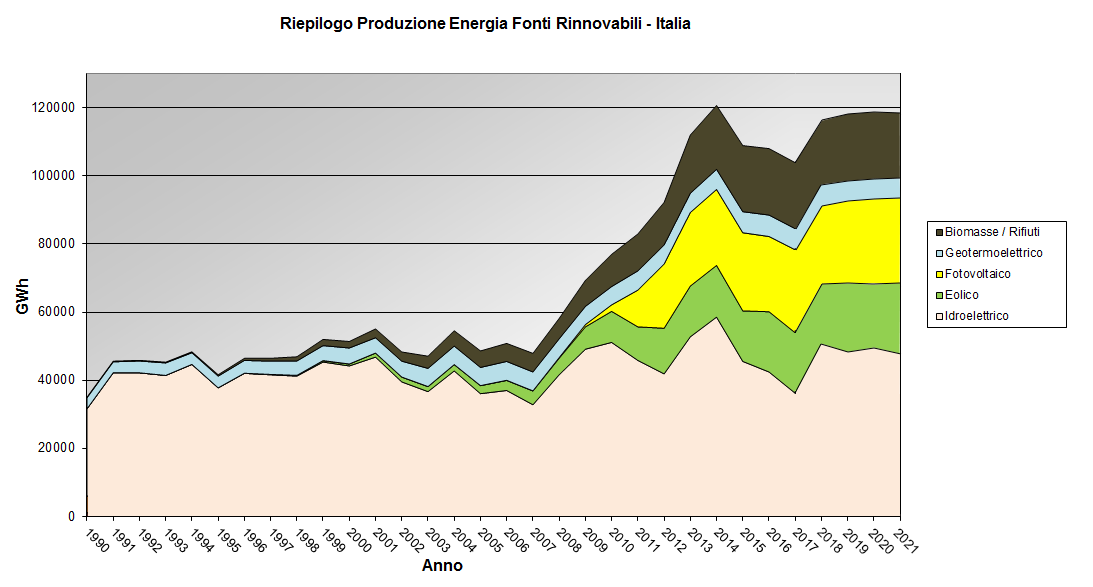
Riepilogo della produzione di energia da fonti rinnovabili in Italia, con le variazioni delle fonti, dal 1990 al 2021. Elaborazione da dati pubblicati da Terna

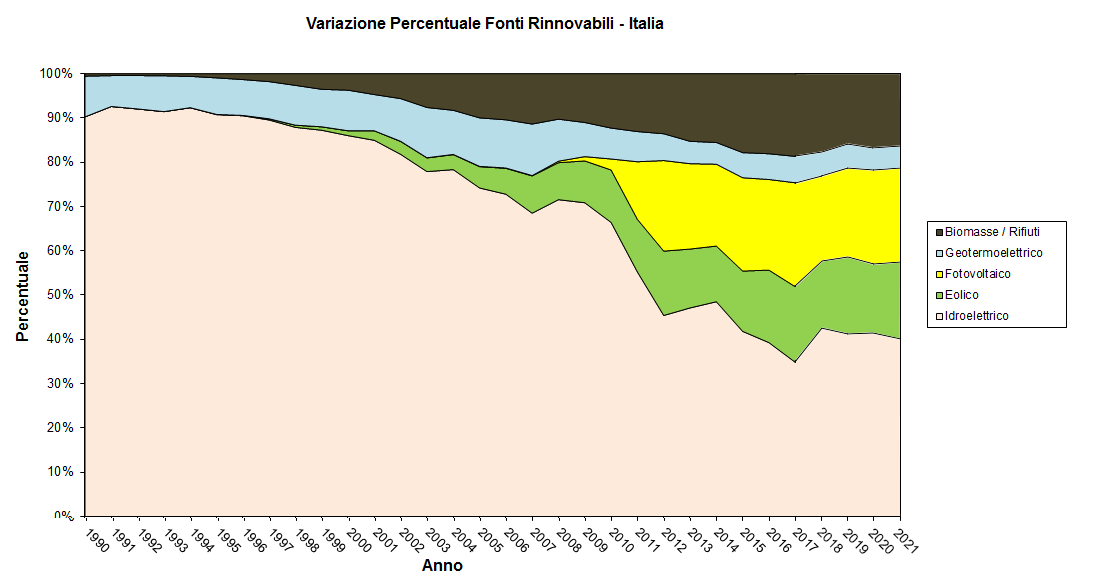
Variazioni percentuali delle fonti di energia rinnovabile in Italia. Elaborazione dei dati pubblicati da GSE e Terna

L'energia elettrica prodotta in Italia con fonti rinnovabili deriva sia dalle fonti rinnovabili "classiche" sia dalle cosiddette "NFER" (o "nuove fonti di energia rinnovabile"). Nel 2020 la generazione di energia elettrica da fonti rinnovabili in Italia rappresenta il 35,4% della produzione nazionale e il 37.6% della domanda nazionale.
Il contributo principale è quello dato dalle centrali idroelettriche (localizzate principalmente nell'arco alpino e in alcune zone appenniniche) che producono l'15,3% del fabbisogno energetico elettrico lordo; sempre nel campo delle rinnovabili "classiche", le centrali geotermoelettriche (essenzialmente in Toscana) producono l'1,9% di tale fabbisogno nonostante il potenziale di geotermico italiano sia notevolmente maggiore rispetto a quanto è stato sviluppato molti decenni fa e poi a differenza dell'idroelettrico non più sviluppato nei decenni successivi nonostante l'Italia fosse pioniera nella produzione di energia da geotermico grazie alla centrale di Larderello, prima centrale geotermica al mondo che ha mantenuto per anni il primato di centrale geotermica più potente al mondo .
Tra le "NFER", il contributo principale è quello dato dal solare in impianti fotovoltaici connessi in rete o isolati, che nel 2020 ha prodotto il 8,0% del fabbisogno, dato in rapida crescita rispetto agli anni precedenti, anche se con un trend in via di stabilizzazione, considerando che fino al 2010 tale valore si aggirava solo intorno al 0,5%. Tale forte incremento, relativo in particolare agli anni tra il 2011 e il 2012, è stato causato da un boom di installazioni dovuto principalmente al cambio di regime incentivante dal secondo (prorogato per il cosiddetto decreto "Salva-Alcoa") e dal terzo conto energia nel quarto regime incentivante, avvenuto appunto nel 2011. Con tali valori, l'Italia si colloca al secondo posto in Europa per potenza fotovoltaica installata (21,7 GW) dietro la Germania mentre, a livello regionale, è la Puglia che ha la fetta principale di potenza installata (13,4% del totale nazionale), seguita dalla Lombardia (11,3%).
L'eolico (con parchi eolici diffusi principalmente in Sardegna, Sicilia e nell'Appennino meridionale), produce il 6,0% dell'energia elettrica richiesta. È da notare che, per quanto riguarda la "potenza eolica" cumulata a fine 2017, l'Italia, con 9766 MW, si colloca al quinto posto in Europa (dopo Germania, Spagna, Regno Unito e Francia) e decimo nel mondo.
Infine, negli ultimi anni è cresciuta la quota di energia elettrica generata in centrali termoelettriche o inceneritori dalla combustione di biomasse, rifiuti industriali o urbani. Tale fonte (generalmente compresa nel computo generale delle "termoelettriche") è passata da una produzione quasi nulla nel 1992, fino a superare la quota geotermoelettrica nel 2008, per giungere fino al 6,3% dell'energia elettrica richiesta nel 2020. Circa un terzo di tale aliquota è riconducibile a energia ottenuta a partire dai cosiddetti "RSU" biodegradabili, mentre la parte restante è relativa agli altri scarti e rifiuti o biomassa comunque di natura organica.

### Scambi con l'estero
Nonostante, come precisato, il parco centrali italiano sia in grado di coprire il fabbisogno interno, l'Italia nel 2016 è stata il terzo paese al mondo per importazione netta di energia elettrica in valore assoluto, dietro gli Stati Uniti e il Brasile.
L'Italia importa una quantità media di energia elettrica che, durante l'anno (escludendo i periodi non lavorativi), può andare da un minimo di circa 2000 GWh al mese fino a un massimo di circa 5000 GWh, per un totale annuo che nel 2020 è stato di circa 32 200 GWh netti. I minimi nell'importazione dall'estero si hanno generalmente in fase notturna (sebbene siano percentualmente molto più importanti rispetto al fabbisogno) oppure, in maniera più continuativa, durante i mesi estivi o in alcuni periodi invernali caratterizzati da condizioni meteo particolarmente rigide nei paesi confinanti (ad esempio in Francia durante l'ondata di freddo del febbraio 2012)..
Va comunque menzionato che la stessa ENEL è in alcuni casi anche comproprietaria di alcuni impianti di produzione esteri; in questi casi tale produzione sarebbe dunque da considerare in quota ENEL sebbene prodotta fuori dai confini nazionali.
L'importazione non è sempre proporzionale alla richiesta: il fabbisogno energetico italiano viene sostenuto da energia elettrica prodotta all'estero per un'aliquota che può oscillare tra meno del 10% in fase diurna fino a punte massime del 25% durante la notte.
Tale importazione avviene da quasi tutti i paesi confinanti, anche se le quote maggiori sono quella proveniente dalla Svizzera e, a seguire, dalla Francia (è da notare, tuttavia, che attraverso la Svizzera viene veicolata anche parte dell'energia prodotta in Francia ma importata in Italia vista l'insufficiente capacità di trasporto degli elettrodotti diretti); considerando dunque questi due Paesi insieme, da Francia e Svizzera proviene oltre l'80% di tutta l'importazione italiana di elettricità.
Parte di questa energia (in particolare quasi il 31,7% di quella "svizzera" e l'85,9% di quella "francese") viene prodotta con centrali nucleari. Il Gestore dei servizi energetici italiano pubblica periodicamente una stima dell'origine dell'energia effettivamente immessa nel sistema elettrico italiano comprendente anche gli scambi con l'estero; per il biennio 2016-2017 il nucleare, integralmente d'importazione, incideva per il 3,78% del totale.
In effetti, come già detto, l'importazione notturna è percentualmente più importante di quella diurna anche a causa della natura della produzione elettrica con centrali nucleari; queste infatti hanno limitate possibilità di modulare in economia la potenza prodotta e quindi l'energia prodotta durante la notte (in cui l'offerta supera la domanda) ha basso costo di mercato. Ciò consente di fermare in Italia durante la notte le centrali meno efficienti e le centrali idroelettriche a bacino e di attivare le centrali di pompaggio che poi possono "rilasciare" nuovamente energia durante il giorno.
Questo meccanismo ha reso economicamente conveniente l'importazione di energia dall'estero, da cui il grande sviluppo del commercio di energia negli ultimi decenni.
Dai dati pubblicati da Terna riguardanti il 2017 si ricava infine che l'energia elettrica importata è aumentata, rispetto all'anno precedente di poco meno del 2%, in linea con l'andamento del fabbisogno energetico nazionale.

## Problemi

### Costo

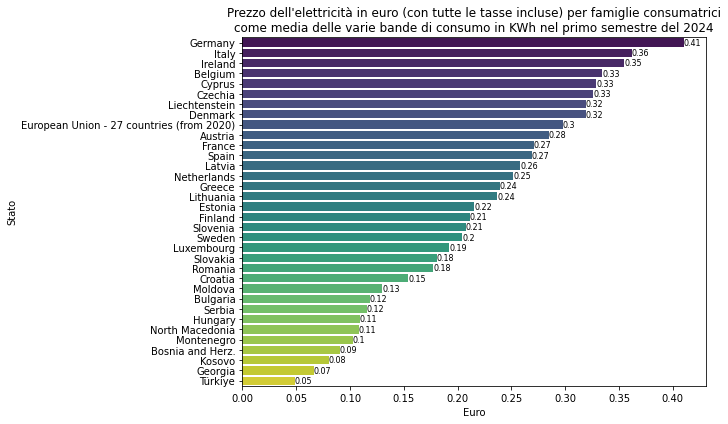
Fonte:[https://ec.europa.eu/eurostat/databrowser/view/nrg_pc_204/default/table?lang=en Eurostat

Secondo dati riferiti al gennaio 2007, in Italia la corrente elettrica per uso domestico ha il costo medio, al netto della tassazione, più alto di tutta l'Unione Europea (165,8 €/MWh); il costo medio europeo si attesta infatti attorno ai 117-120 €/MWh con un minimo in Bulgaria pari a 54,7 €/MWh. Includendo la tassazione, l'Italia passa - sempre in media - al secondo posto, preceduta solo dalla Danimarca e seguita da Paesi Bassi, Germania e Svezia.
Il reale costo ai consumatori finali dell'elettricità è tuttavia un valore che non è quantificabile in un unico numero: infatti esso dipende sensibilmente dal consumo annuale per contratto: ad esempio, per le utenze domestiche fino a 1800 kWh l'Italia risulta uno dei paesi più economici, mentre le tariffe più elevate si riscontrano per consumi oltre i 3500 kWh, allo scopo di disincentivare gli elevati consumi.Le ragioni di tale costo sono dovute a molti fattori, in parte produttivi e in parte relativi ai meccanismi di mercato e alla distribuzione: va infatti sottolineato che il puro "costo di produzione" (già inclusi i guadagni del produttore) incide per poco più della metà del costo finale all'utente (~56% nel 3º trimestre 2008, periodo in cui petrolio e gas erano ai massimi storici, e 51% nel 1º trimestre 2009).
Per quanto riguarda il costo di produzione esso è determinato da diversi aspetti; tra questi va tenuto in conto il "mix energetico" (cioè il tipo di fonte utilizzata dalla centrale - gas naturale, carbone, nucleare, idroelettrica, ecc.), ma anche l'età e l'efficienza delle centrali, il tasso d'utilizzo degli impianti, hanno impatti significativi.

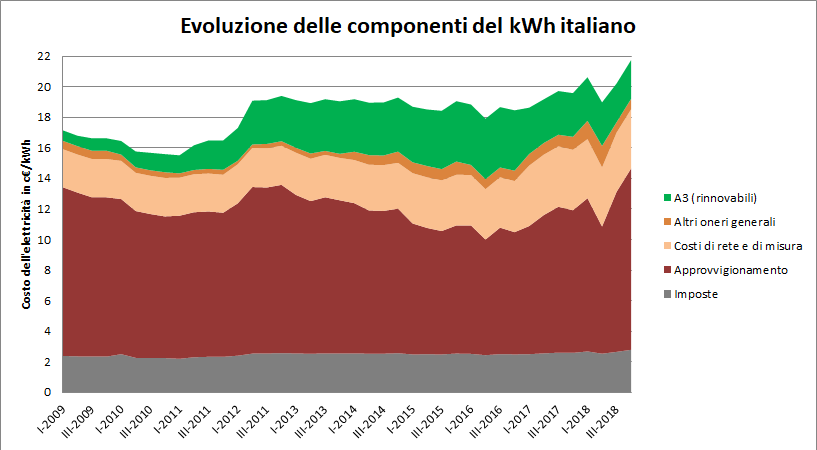
Evoluzione delle componenti del kWh italiano dal 2009 al 2018

Per quanto riguarda le fonti, è noto che l'idroelettrico sia una delle modalità di produzione più economiche. Viceversa il gas viene spesso considerato fra le fonti più costose, mentre carbone e nucleare sarebbero più economiche: tuttavia non esiste unanimità di vedute in ambito tecnologico e tali valutazioni possono essere smentite da diversi studi. Ad esempio, riguardo alla convenienza della generazione da fonte nucleare, si nota che anche paesi privi di centrali nucleari hanno costi dell'elettricità inferiori all'Italia (dal 25 al 45%), pertanto, la presenza o meno di impianti nucleari non influirebbe in maniera sostanziale sul prezzo finale al pubblico. Tale analisi non considera però i diversi ambienti e le diverse risorse disponibili in ciascun paese. Ad esempio il basso costo dell'energia è una conseguenza in Austria dell'abbondanza di siti sfruttabili per la produzione di energia idroelettrica e in Danimarca dalla presenza di venti sfruttabili lungo le coste e nei bassi fondali.
A tal proposito, uno studio del Massachusetts Institute of Technology ha evidenziato che gas e carbone hanno costi piuttosto simili e inferiori a quelli della fonte nucleare, a meno che quest'ultima fonte non venga favorita con prestiti agevolati e tassando gas e carbone, situazione in cui i costi delle tre modalità produttive si avvicinano. Ciò vale per impianti nuovi, in linea con le esigenze di sicurezza e tutela ambientale odierne: l'uso di carbone in vecchi impianti risulta più economico del metano a fronte però di un aumento dell'inquinamento. In Europa infatti la percentuale d'uso del carbone è significativamente superiore a quella italiana, avendo molti stati europei (in primis Germania e Polonia) notevoli riserve di carbone: questo spiega in parte il maggior costo di produzione (ma anche la minor produzione di CO2) italiano.
Anche il tasso d'utilizzo delle centrali ha sicuramente un impatto sul costo di produzione: come spiegato, il parco centrali italiano è sfruttato solamente per circa la metà: le rimanenti centrali costituiscono di fatto un costo in termini di capitale investito ma improduttivo, che viene dunque "spalmato" sui costi produttivi delle altre centrali.
Rientra nella formazione del costo anche l'inefficienza del sistema trasmissivo, concepito negli anni sessanta come monodirezionale e "passivo": ciò significa che non è in grado di gestire flussi produttivi provenienti da tanti piccoli impianti né di gestire dinamicamente i carichi (riducendo quindi la differenza fra carico di punta e di base). La situazione è tuttavia decisamente migliore a nord rispetto al sud: nel 2004 la media nazionale era pari a 5,6 interruzioni annue (al nord 3,39, al sud 8,75). Nel 2010, la media nazionale era pari a 3,87 interruzioni annue (al nord 2,33, al sud 6,3).

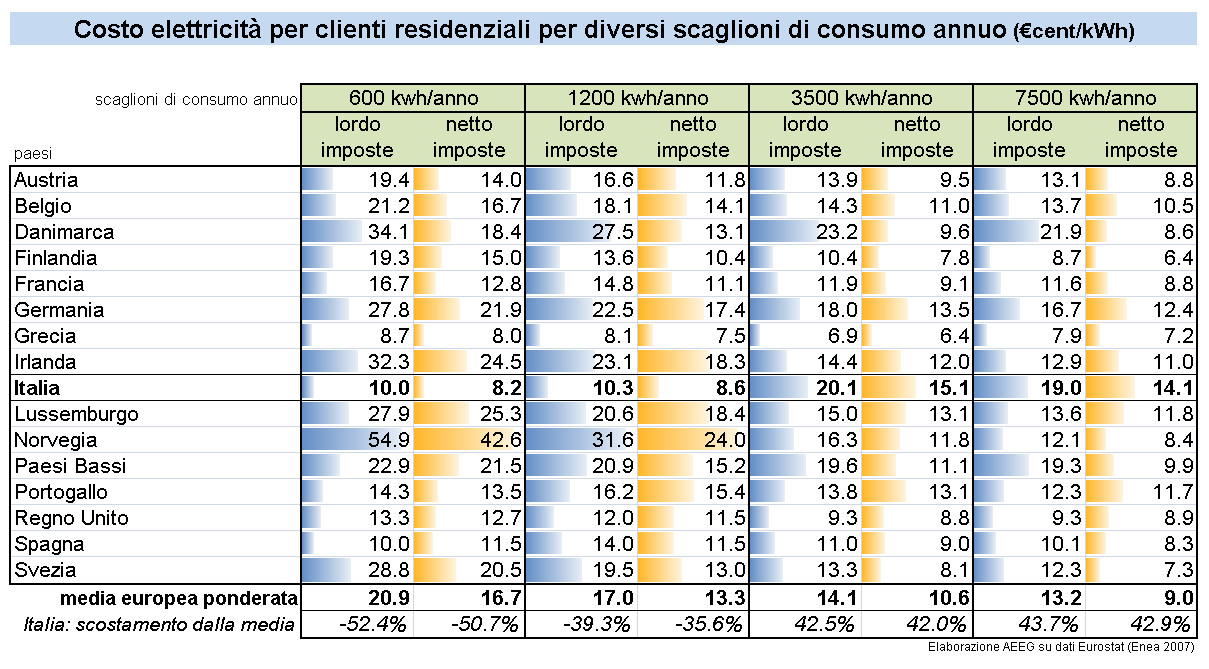
Costi finali dell'elettricità in Europa per diversi scaglioni di consumo annuo per il comparto domestico (2007)

Per quanto riguarda poi il prezzo all'ingrosso, esso è influenzato anche dai meccanismi di mercato della borsa elettrica, dove l'incontro fra domanda e offerta porta ad allineare il prezzo finale ai livelli massimi anziché a quelli minimi.
Il costo finale all'utenza è influenzato infine anche da altre componenti della bolletta energetica: tra queste l'elevata tassazione (in Italia seconda solo a quella sulle materie petrolifere) e gli oneri generali di sistema.
Esistono una tassa erariale di consumo e un'addizionale provinciale: per il settore produttivo, secondo una ricerca di Confartigianato, la tassazione sarebbe particolarmente elevata: un'impresa che consuma 160 MWh all'anno paga il 25,4% di tasse sui suoi consumi elettrici, contro una media europea del 9,5%; tuttavia sopra una certa soglia di consumi per usi produttivi, sia la tassa erariale sia l'addizionale si azzerano, creando paradossalmente situazioni per cui i consumi maggiori godono di tassazioni inferiori.

#### Oneri generali del sistema elettrico

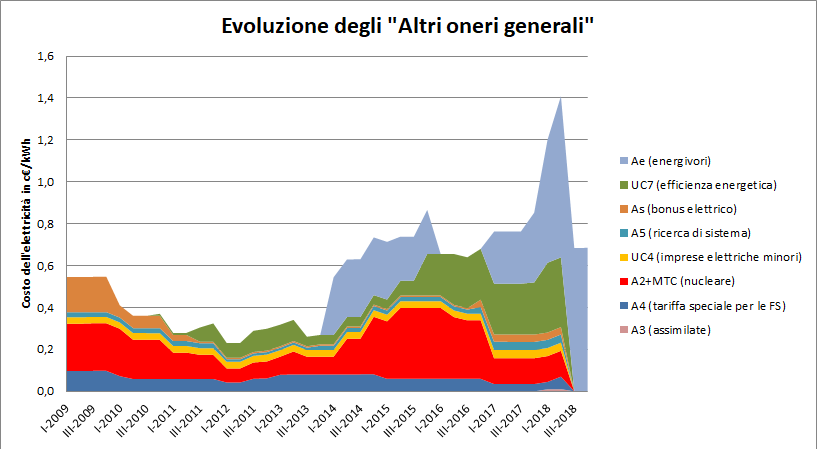
Evoluzione delle componenti degli "altri oneri generali del sistema" del kWh italiano dal 2009 al 2018. È esclusa la componente A3 perché da sola corrisponde (a seconda del trimestre) dal 55% al 90% degli "Oneri Generali"

Gli Oneri di sistema, introdotti con la delibera dell'Autorità per l'energia elettrica e il gas 70/97 e i cui ricavi non sono destinati alle entrate dello Stato, sono dei contributi fatturati ai clienti finali dalle società distributrici e riversati alla Cassa conguaglio settore elettrico. Gli importi corrispondenti vengono impiegati per gli usi inerenti alla produzione, all'allocazione, al mantenimento, al miglioramento e alla fruizione del servizio elettrico nazionale. Quindi gli oneri di sistema servono al corretto funzionamento e allo sviluppo equilibrato del sistema elettrico nazionale.
Gli oneri si suddividono in quattro categorie (A, B, UC, MCT), di cui però solo tre entrate in vigore e fatturate, attraverso componenti variabili in numero nel tempo.
Nello specifico:
- la Parte A serve a coprire i costi sostenuti per gli interventi effettuati sul sistema elettrico generale nell'interesse collettivo;
- la Parte B (mai fatturata) serve a recuperare l'imposta di fabbricazione sugli oli combustibili impiegati per generare l'energia elettrica;
- la Parte UC serve a garantire il funzionamento di un sistema tariffario basato sul principio di corrispondenza dei prezzi ai costi medi del servizio;
- la Parte MCT (composta da una sola componente) viene utilizzata per il finanziamento delle misure di compensazione territoriale per i siti che ospitano centrali nucleari e impianti del ciclo del combustibile nucleare.

Le Parti A e UC sono poi suddivise in varie componenti, specifiche per settori di utilizzo finale:
- promozione della produzione di energia da fonti rinnovabili e assimilate (componente A3);
- finanziamento dei regimi tariffari speciali (componente A4);
- finanziamento delle attività di ricerca e sviluppo (componente A5);
- copertura delle integrazioni tariffarie alle imprese elettriche minori (componente UC4);
- smantellamento delle centrali nucleari e misure di compensazione territoriale (componenti A2 e MCT).

In particolare, tali oneri costituiscono, nel terzo trimestre 2011, il 13,14% dei costi elettrici del consumatore medio. Nel dettaglio la componente A3, sempre nel III trimestre del 2011, è stata pari a circa l'86% del totale degli oneri generali di sistema; tale aliquota è così suddivisa:
- circa il 18% (ovvero il 2% circa del costo totale) è costituito dal sostegno alle cosiddette "fonti assimilate", utilizzati per incentivare l'incenerimento di rifiuti.
- La parte restante di tale componente (l'82%) è destinata all'incentivazione delle fonti rinnovabili, e in particolare:
  - per il 54% al fotovoltaico, tramite il meccanismo del conto energia (ovvero il 5% circa del costo totale: in valore assoluto, i costi sostenuti per l'incentivazione dell'energia fotovoltaica col conto energia sono stati pari a 773 milioni di euro nel 2010.[57])
  - per il 26% alle altre fonti rinnovabili, tramite il meccanismo dei certificati verdi (ovvero il 2,4% circa del costo totale)
  - altre incentivazioni.

Nel 2008 gli oneri previsti per lo smantellamento delle centrali nucleari italiane (devoluti quasi completamente alla SOGIN) e per le "compensazioni territoriali", cioè gli incentivi economici da versare ai comuni in cui sarà costruito il previsto deposito nazionale per le scorie nucleari sono stati rispettivamente di 500 e 500 milioni di euro.

### Dipendenza
Considerando sia i combustibili sia l'energia elettrica importata, l'Italia dipende dall'estero per circa il 72,1% del proprio fabbisogno lordo per l'anno 2017. Tale valore viene dato dalla quota di generazione termoelettrica (fatto salvo i contributi relativi a combustibile nazionale, combustione di biomasse e rifiuti), più gli scambi di energia con l'estero. In particolare, sul totale dei consumi primari europei il gas naturale conta per il 26%; per l'Italia questo rapporto sale fino al 37%. Nei settori di consumo finale, la dipendenza dal gas è di circa il 23% in Europa e raggiunge il 30% in Italia.
Tuttavia, va osservato che, anche modificando il mix energetico, non sono possibili sostanziali variazioni di questa percentuale: che si parli di carbone, petrolio, uranio o metano, le riserve italiane sono comunque molto inferiori al fabbisogno, per cui l'approvvigionamento avverrebbe comunque principalmente dall'estero. In pratica, l'unica modalità di generazione dell'energia che potrebbe realmente considerarsi "interna" è quella che fa affidamento sulle fonti rinnovabili.
Questa situazione è comune alla gran parte dei paesi europei, dipendenti comunque da paesi extraeuropei per l'importazione di idrocarburi o uranio.
Complessivamente, la bolletta energetica italiana (cioè il costo complessivo sostenuto dal Paese per le importazioni nette di prodotti energetici, non solo per la generazione elettrica) nel 2017 è stata pari a 34,4 miliardi di euro, pari al 2% del prodotto interno lordo, con un massimo assoluto riscontrato nel 2012 di 64,8 miliardi di euro e il 4% circa del PIL.